# 민호아현
민호아현(베트남어: Huyện Minh Hóa / 縣明化)은 베트남 북중부 지방 꽝빈성의 현이다.

## 행정 구역
민호아현은 3시진, 25사를 관할하고 있다.

### 시진
- 꾸이닷 시진 (Thị trấn Quy Đạt, 歸達市鎭)

### 사
- 전호아 사 (Xã Dân Hóa, 民化社)
- 호아헙 사 (Xã Hóa Hợp, 化合社)
- 호아푹 사 (Xã Hóa Phúc, 化福社)
- 호아선 사 (Xã Hóa Sơn, 化山社)
- 호아타인 사 (Xã Hóa Thanh, 化清社)
- 호아띠엔 사 (Xã Hóa Tiến, 化進社)
- 홍호아 사 (Xã Hồng Hóa, 鴻化社)
- 민호아 사 (Xã Minh Hóa, 明化社)
- 떤호아 사 (Xã Tân Hóa, 新化社)
- 트엉호아 사 (Xã Thượng Hóa, 上化社)
- 쫑호아 사 (Xã Trọng Hóa, 仲化社)
- 쭝호아 사 (Xã Trung Hóa, 中化社)
- 쑤언호아 사 (Xã Xuân Hóa, 春化社)
- 옌호아 사 (Xã Yên Hóa, 安化社)